# 2020年東京パラリンピックのセントビンセント・グレナディーン選手団
2020年東京パラリンピックのセントビンセント・グレナディーン選手団は、2021年8月24日から9月5日まで日本の東京で開催された2020年東京パラリンピックセントビンセント・グレナディーン選手団の名簿。今大会、セントビンセント・グレナディーンはパラリンピック初参加となった。

## 選手団
- 人員: 選手 1人
- 開会式旗手: デクスロイ・クリーズ

## 種目別選手・スタッフ名簿及び成績

### 競泳
| 選手                 | 種目             | 予選   | 予選 | 決勝     | 決勝     |
| 選手                 | 種目             | 結果   | 順位 | 結果     | 順位     |
| -------------------- | ---------------- | ------ | ---- | -------- | -------- |
| デクスロイ・クリーズ | 男子50m自由形 S9 | 41秒44 | 25位 | 予選敗退 | 予選敗退 |